# New Riders of the Purple Sage
New Riders of the Purple Sage est un groupe de country rock américain, originaire de San Francisco, en Californie. Le groupe est parfois connu sous le nom de New Riders ou NRPS.

## Biographie

### Formation
Le groupe émerge de la scène rock psychédélique de San Francisco, en Californie, par la volonté de John Dawson - qui cherchait à faire interpréter ses chansons - et de Jerry Garcia - leader du Grateful Dead - qui voulait jouer de sa pedal steel guitar. Outre Garcia, deux autres membres du Grateful Dead participent à la formation du groupe : Phil Lesh et Mickey Hart. Ces trois musiciens voulaient jouer encore plus de Country Music au moment où le Grateful Dead marquait lui aussi - dans les albums Workingman's Dead et American Beauty - un retour à cette musique.
Outre ces musiciens, la formation originale comprenait David Nelson, un chanteur, joueur de guitare et de mandoline de country et de rock. Ils jouent d'abord dans les cafés et les petits clubs. Le NRPS se structure autour de leur musique. Son public était formé de fans du Grateful Dead (les Deadheads). Le NRPS établit rapidement une identité indépendante grâce aux chansons originales de John Dawson.

### NRPS classique (1969–1982)
La formation New Riders of the Purple Sage se transforme rapidement avec l'arrivée de Dave Torbert (remplaçant Lesh) et de Spencer Dryden ex-membre de Jefferson Airplane (remplaçant Mickey Hart). Pour le deuxième album du groupe Powerglide, Buddy Cage remplace Jerry Garcia à la pedal steel guitar. Garcia joue alors du banjo, de la guitare et du piano. Le groupe signe un contrat d'enregistrement en 1971 avec le label Columbia Records.
L'album The Adventures of Panama Red, sorti en 1973, comprend une reprise de Panama Red de Peter Rowan. L'album atteint la 55e place du Billboard et, bien qu'il soit un hit assez discret, marque le pic de popularité du groupe ; en 1979, il est certifié disque d'or par la RIAA. The New Riders of the Purple Sage continuent de tourner et de publier des albums pendant la fin des années 1970 et le début des années 1980 ; aucun des albums qui suit New Riders (1976) n'atteint le Billboard 200 à cause du succès grandissant du mouvement outlaw country (amplifié par Willie Nelson et Waylon Jennings) et la seconde vague des groupes de country rock comme les Eagles, Pure Prairie League, et Firefall. Le groupe continue à assurer à plusieurs reprises les premières parties des concerts du Grateful Dead et du Jerry García Band en 1977 et 1978, comme au Winterland Ballroom le 31 décembre 1978.
En 1974, Torbert quitte NRPS ; lui et Matthew Kelly forment le groupe Kingfish, connu en raison de la présence de Bob Weir. Il est initialement remplacé par Skip Battin (ex-Skip and Flip et membre des Byrds dans les années 1970), qui sert brièvement de force créative dominante dans le groupe apportée par des années de collaboration avec l'impresario d'Hollywood Kim Fowley. Stephen A. Love, membre des Stone Canyon Band et Roger McGuinn Band, remplace Battin après son départ du groupe pour reconstruire The Flying Burrito Brothers en 1976. Peu après, Spencer Dryden reprend ses fonctions dans le groupe en 1977. Il était remplacé par Patrick Shanahan. Allen Kemp se joint à la basse en 1978 avant de devenir guitariste, contribuant à l'album Feelin' All Right. NRPS est dissous en 1982, après le départ de Cage et Nelson.

### Nouveaux New Riders (1982–1997)
Le groupe est reformé par Dawson, aux côtés du multi-instrumentiste Rusty Gautier, qui jouait de la guitare acoustique, mandoline, du banjo, et du fiddle. Pendant ces quinze années, une formation évoluée et progressive se forme autour de Dawson et Gautier. Entre autres, ils font participer les guitaristes Allen Kemp, Gary Vogensen et Evan Morgan, les bassistes Fred Campbell, Bill Laymon, et Michael White, et les batteurs Val Fuentes, et Greg Lagardo. En 1997, cependant, cette formation se sépare.

### Retour (depuis 2005)
Peu après la mort de Spencer Dryden, une formation reconstituée des New Riders commence à tourner à la fin 2005. Elle fait participer David Nelson et Buddy Cage, aux côtés du guitariste Michael Falzarano, du bassiste Ronnie Penque, et du batteur Johnny Markowski,. Ils publient un album live, Wanted: Live at Turkey Trot, et deux albums studio, Where I Come From et 17 Pine Avenue.
Allen Kemp décède le 25 juin 2009,. John « Marmaduke » Dawson décède au Mexique le 21 juillet 2009, à 64 ans,.

## Discographie
- 1971 : New Riders of the Purple Sage
- 1972 : Powerglide
- 1972 : Gypsy Cowboy
- 1973 : The Adventures of Panama Red
- 1974 : Brujo (1974)
- 1975 : Oh, What a Mighty Time
- 1976 : New Riders
- 1977 : Who Are Those Guys?
- 1977 : Marin County Line
- 1981 : Feelin' All Right
- 1986 : Before Time Began
- 1986 : Vintage NRPS
- 1989 : Keep On Keepin' On
- 1992 : Midnight Moonlight
- 2009 	: Where I Come From
- 2012 : 17 Pine Avenue
- 2013 : Glendale Train

### Albums live
- 1993 : Live on Stage
- 1994 : Live in Japan
- 1995 : Live
- 2003 : Worcester, MA, 4/4/73
- 2003 : Boston Music Hall, 12/5/72
- 2004 : Veneta, Oregon, 8/27/72
- 2005 : Armadillo World Headquarters, Austin, TX, 6/13/75
- 2007 : S.U.N.Y., Stonybrook, NY, 3/17/73
- 2007 : Wanted: Live at Turkey Trot
- 2009 : Winterland, San Francisco, CA, 12/31/77

### Compilations
- 1976 : The Best of New Riders of the Purple Sage
- 1987 : Take a Red
- 1991 : L.A. Lady
- 1992 : The Relix Bay Rock Shop, No. 1
- 1994 : Wasted Tasters
- 1995 : Relix's Best of the Early New Riders of the Purple Sage
- 1997 : Relix's Best of the New New Riders of the Purple Sage
- 2000 : Ridin' with Panama Red
- 2006 : Cactus Juice
- 2009 : Very Best of the Relix Years
- 2011 : Setlist: The Very Best of New Riders of the Purple Sage Live
- 2011 : Instant Armadillo Blues